# Metagonia beni
Metagonia beni is een spinnensoort uit de familie trilspinnen (Pholcidae). De soort komt voor in Peru en Bolivia. 